# NGC 6566
NGC 6566 é uma galáxia elíptica (E?) localizada na direcção da constelação de Draco. Possui uma declinação de +52° 15' 38" e uma ascensão recta de 18 horas, 07 minutos e 00,7 segundos.
A galáxia NGC 6566 foi descoberta em 27 de Outubro de 1861 por Heinrich Louis d'Arrest.